# Porter’s Hall Theatre
Das Porter’s Hall Theatre war ein kleines Theater im Westen Londons, welchem aber nur ein recht kurzes Dasein beschieden war. Die Lizenz für das Theater wurde während der Errichtung widerrufen und das Gebäude kurz nach Fertigstellung abgerissen. Zwischendrin wurde es jedoch schon bespielt.

## Die königliche Bauerlaubnis
Das Porter’s Hall Theatre wurde geplant und erbaut vom Komponisten und Ensembleleiter Philip Rosseter. Es stand in Blackfriars auf der seinerzeit so genannten „Puddle Wharf“ (oder „Puddle Dock“).
Rosseter sah sich zu dem Schritt eines Theaterneubaus genötigt, nachdem er 1614 die Pacht am Whitefriars Theatre verloren hatte. Der neue Grundstückseigentümer verweigerte die Verlängerung des seinerzeit auf sieben Jahre angelegten Pachtvertrages. Rosseter kaufte mit seinem Geschäftspartnern, Philip Kingman und Ralph Reeve, ein Gelände nahe der Themse auf der Puddle Wharf (Werft im Sinne von Ufer) nahe der Porter’s Hall (Lagerhaus?) und dazu Teile eines Anwesens namens „Lady Saunders House“. Er ersuchte dann beim König um die Erlaubnis hierauf ein neues Theater zu errichten. Er erhielt die königliche Lizenz am 3. Juni 1615. Rosseter begann aber erst einige Monate später damit das an dem Kaiufer befindliche Haus von Lady Saunders abzureißen und die ersten Baumaßnahmen für das neue Theater durchzuführen.

## Der Widerspruch der Stadt London
Die Stadtführung Londons war gegen den Bau eines weiteren Theaters in der Stadt. Es gab bereits seit 1594 einen Beschluss des Lord Mayors keine neuen Theaterbauten in der Stadt zuzulassen. Ein Verbot, das erst 1660 gelockert wurde.  Rosseter wurde darauf hingewiesen, dass die königliche Erlaubnis angeblich nur für Neubauten außerhalb der Stadt gälte und die Rückgabe der Lizenz gefordert. Um dies juristisch zu untermauern, wurde im August 1615 eine Eingabe an Sir Edward Coke, dem amtierenden Lord Chief Justice am High Court of Justice getätigt. Am 26. September wurde hier gerichtlich festgestellt, dass die Lizenz für eine neue Spielstätte nicht den Bau eines Theaters innerhalb der Stadt umfasse und alle Bauarbeiten  eingestellt werden müssen. Dies ist insoweit eine juristisch fragwürdige Entscheidung, da die königliche Lizenz den genauen Bauort beschrieb:

 ... all which premisses are sittuat and being within the precinct of the Blackfryers neere Puddlewharfe, in the subourbes of London, called by the name of the Ladie Saunders house, or otherwise Porters Hall ...
Am 26. September, 1615 veröffentlichte das Privy Council, die Beraterkammer des Königs, die Anweisung, dass kein solches Theater zu errichten sei und der Lord Mayor jede Person inhaftieren solle, der anbot mit den Bauarbeiten fortzufahren. Rosseter vertraute auf die Eindeutigkeit der königlichen Lizenz und auch, dass er Fürsprecher im Stadtrat hatte. Zudem verzögerten Rosseter und seine Partner durch Einsprüche das Verfahren, so konnten sie in dem zum Teil noch unfertigen Bau erste Theateraufführungen durchführen. Jedoch entschied am 27. Januar 1617 schlussendlich auch der König, dass das Theater abzureißen war. Zu diesem Zeitpunkt war das Theater gerade fertiggestellt worden.
Das Stück „Amends for Ladies“ von Nathan Field wurde 1618 mit dem Vermerk gedruckt  „As it was acted at the Blacke Fryers, both by the Princes Seruants, and the Lady Elizabeths“ und lässt den Schluss zu, dass es bereits in dem  Porter’s Hall Theatre 1616 oder zu Beginn 1617 auf die Bühne gebracht wurde.
Andere Namen des Theaters waren Puddle Wharf oder Rosseter’s Blackfriars.